# Plastovo
Plastovo je naselje u sastavu Grada Skradina, u Šibensko-kninskoj županiji. Nalazi se oko 5 kilometara sjeverozapadno od Skradina.

## Povijest
Tijekom Domovinskog rata Plastovo se od 1991. do 1995. nalazilo pod srpskom okupacijom.

## Stanovništvo
Prema popisu iz 2011. naselje je imalo 204 stanovnika.
| broj stanovnika | 219   |       | 284   | 317   | 394   | 412   | 550   | 551   | 299   | 568   | 617   | 627   | 554   | 539   | 200   | 204   | 167   |
|                 | 1857. | 1869. | 1880. | 1890. | 1900. | 1910. | 1921. | 1931. | 1948. | 1953. | 1961. | 1971. | 1981. | 1991. | 2001. | 2011. | 2021. |

## Znamenitosti
- crkva svetog Nikole